# بلدة ماريو

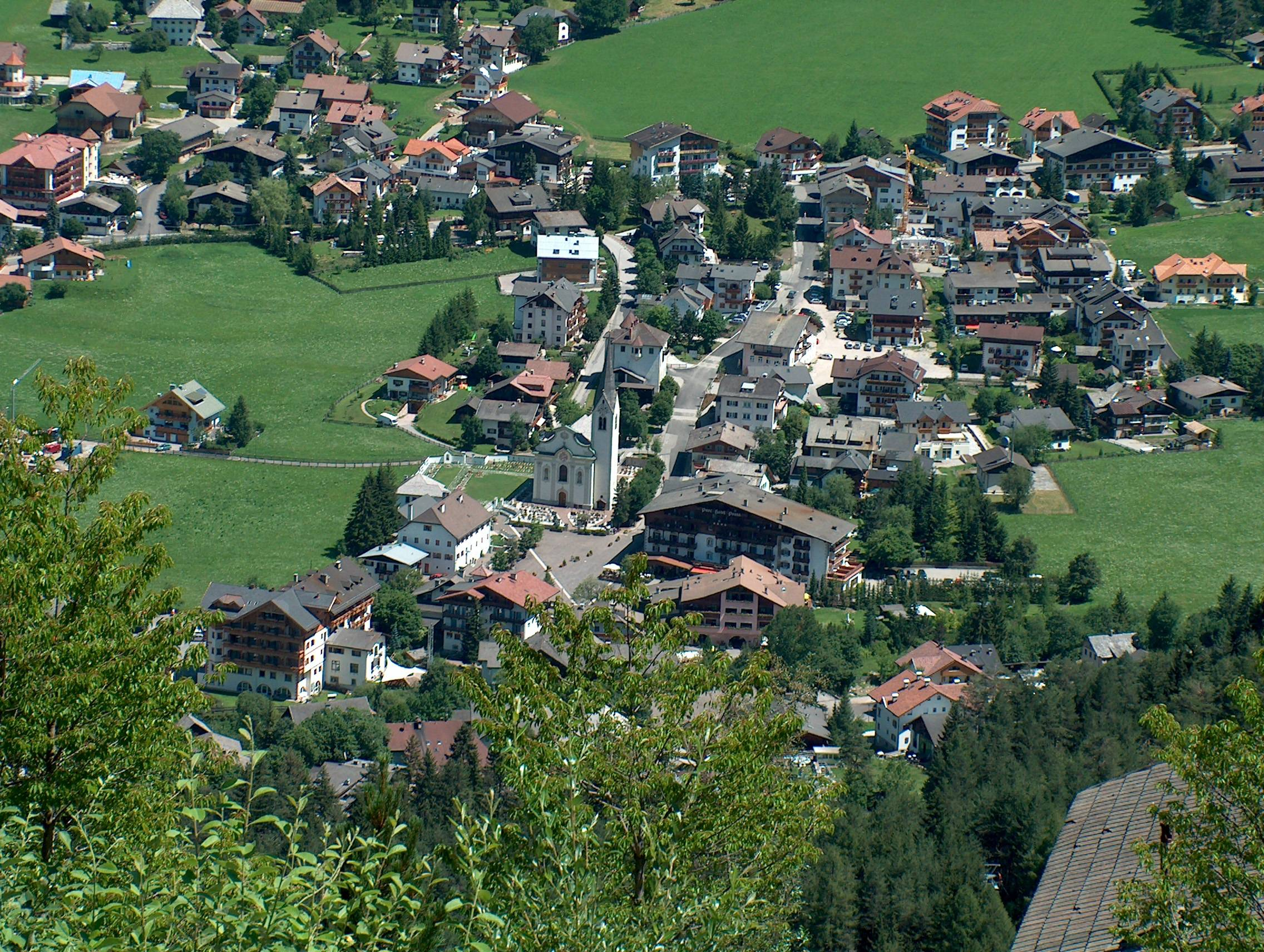
البلدة

Mareo ( (بالإيطالية: Marebbe)‏ ‎[maˈrɛbbe]‏ ؛ (بالألمانية: Enneberg)‏ [ˈɛnebɛrk] ) هي بلدية (أمانة) في جنوب تيرول في شمال إيطاليا ، وتقع على بعد حوالي 50 كيلومتر (31 ميل) شمال شرق بولزانو .

## الجغرافية
لغاية 30 نوفمبر 2010 ، كان عدد سكانها 2911 نسمة وتبلغ مساحتها 161.6 كيلومتر مربع (62.4 ميل2) . 
وتقع ماريو على حدود البلديات التالية: باديا ،و براغس ،و برونيك ، وكورتينا دامبيزو ، ولا فال ، ولوسن ، وسانت لورينزن ،و سان مارتن دي تور وأولانج .

### فراتسيوني
بلدية ماريو تحتوي على فراتسيوني (التقسيمات الفرعية ، القرى الكبيرة والصغيرة) كيرت (كورتي / هوف) ، مانتينا ، لا بلي دي ماريو ، بليسيا (بليسا / بلاكين) ، آل بلان (سان فيجيليو / سانت فيجيل) ، رينا (ويلشيلين) ) و Longega (Zwischenwasser).

## التاريخ

### معطف الاذرع
الدرع مفصول لأربعة أجزاء : الجزء الأول يمثل النسر التيرولي بصبغة الفضة ؛ والجزء الثاني شارة النمسا، ويُظهر الجزء الثالث رأس كلب فضي ، مع عنق أو طوق باللون الأحمر ، والذي يمثل ذراعي ملوك روس الذين كان لديهم قلعة في القرية في القرن الثالث عشر، وأخيرا جزء الذراعين الرابع باللون الأسود مع عظم أحمر على الفكين الفضية؛ إنه معطف عائلة براكين ، إحدى أقدم العائلات في تيرول ، والتي كانت لها عقارات في المنطقة. تم اعتماد الشعار في عام 1969.  

## المجتمع

### التوزيع اللغوي
وفقًا لتعداد عام 2011 ، يتحدث 92.09٪ من السكان اللغة اللادينية كلغة أولى، و 5.02٪ اللغة الإيطالية و 2.89٪ اللغة الألمانية . 

## روابط خارجية
- (لادن) باللغة الألمانية الصفحة الرئيسية للبلدية